# Triaenodes tofanus
Triaenodes tofanus är en nattsländeart som beskrevs av Gibbs 1973. Triaenodes tofanus ingår i släktet Triaenodes och familjen långhornssländor. Inga underarter finns listade i Catalogue of Life.